# Église Saint-Loup de Brienon-sur-Armançon
Pour les articles homonymes, voir Église Saint-Loup.
L'église Saint-Loup est une église catholique située à Brienon-sur-Armançon, en France.

## Localisation
L'église est située dans le département français de l'Yonne, sur la commune de Brienon-sur-Armançon.

## Historique
L'édifice est classé au titre des monuments historiques en 1907.